# تامان دوتا
تامان دوتا هي المنطقة التي يمر بها جالان توانكو عبد الحليم المعروف سابقًا باسم جالان دوتا في كوالالمبور بماليزيا. تمتد المنطقة من الدوار المجاور لطريق جالان كوتشينج، حيث ينقل جسر علوي مرتفع حركة المرور مباشرة إلى طريق جالان إيبوه، وينتهي عند البرلمان حيث يجاور طريق السلطان إسكندر المعروف سابقًا باسم طريق جالان مهاميرو، وتشمل المباني الواقعة في هذه المنطقة مسجد الإقليم الفيدرالي، والمجمع الحكومي الفيدرالي، وأركييب نيجارا الأرشيف الوطني، ومجمع محاكم كوالالمبور، والقصر الوطني الجديد، ومجمع مركز المعارض والمؤتمرات MATRADE، واستاد هوكي تون رازاك.

## جيب دوتا
تمتلك الحكومة الفيدرالية قطعة أرض تبلغ مساحتها 106.72 هكتارًا في منطقة تامان دوتا المعروفة باسم جيب دوتا، والتي تخضع لنزاع قانوني مستمر بشأن ملكيتها اعتبارًا من سبتمبر 2024. تم بناء أجزاء من جالان توانكو عبد الحليم والمباني الحكومية الفيدرالية الواقعة في تامان دوتا على هذا الجيب، واستحوذت الحكومة على هذه الأرض في عام 1956 بموجب قانون الاستحواذ على الأراضي مقابل 1.32 مليون رينجيت ماليزي، مع خطط لتطويرها إلى جيب دبلوماسي، وقد طعن المالك الأصلي للأرض، شركة سيمانتان، في استيلاء الحكومة على الأرض باعتباره أمراً غير قانوني، وقام برفع دعوى قضائية، ويقدر محللو العقارات أن قيمة جيب دوتا تتراوح بين 5 إلى 6 مليارات رنجيت ماليزي.
تأسست شركة Semantan Estate على يد مجموعة Eng Lian وشركة Ng Chin Siu & Sons Rubber Estates Sdn Bhd، وطورت مجموعة Eng Lian Group جزءًا كبيرًا من منطقة بانغسار، بينما كان لشركة Ng Chin Siu & Sons في مرحلة ما حصص كبيرة في Mont Kiara و Desa Sri Hartamas. في عام 2009، حكمت المحكمة العليا لصالح شركة سيمانتان العقارية وأعلنت أن الحكومة الفيدرالية قد تعدت على أراضيها، وقد أيدت محكمة الاستئناف والمحكمة الفيدرالية هذا الحكم في عام 2012، وقد تقدمت الحكومة الفيدرالية بطلب مراجعة أخرى للقرار، والذي رفضته المحكمة الفيدرالية في نوفمبر 2018.
بعد ذلك، تقدم مصفيو شركة سيمانتان إستيت بمطالبة بأرباح متوسطة في عام 2022، مطالبين بتعويض يمثل الإيجار الذي تدين به الحكومة الفيدرالية لجيب دوتا منذ استيلائها على الأرض، وخلال الإجراءات في المحكمة العليا، زعم محامو شركة سيمانتان العقارية أنها مدينة بمبلغ يتراوح بين 3.1 مليار رنجيت ماليزي إلى 6.646 مليار رنجيت ماليزي مع فائدة بسيطة، أو ما يصل إلى 13.242 مليار رنجيت ماليزي مع فائدة مركبة، وقال محامو الحكومة إن التعويض المستحق لا يتجاوز 290 مليون رينجيت ماليزي. في أغسطس/آب 2024، قضت المحكمة العليا بأن الحكومة يجب أن تعيد ملكية منطقة دوتا إلى منطقة سيمانتان، مما أثار تساؤلات حول مستقبل المباني الحكومية التي تم بناؤها على الأرض، وأعلنت الحكومة على الفور أنها تنوي استئناف الحكم، وتقدمت بطلب لوقف تنفيذ أمر المحكمة العليا الذي ينتظر جلسة استماع اعتبارًا من سبتمبر 2024.

## التاريخ القانوني
رفعت شركة سيمانتان العقارية دعوى قضائية لأول مرة في عام 1960، مدعية أن مبلغ 1.3 مليون رينجيت ماليزي الذي تلقته كتعويض لم يكن كافيا، وطلبت بدلا من ذلك الحصول على 3.25 مليون رينجيت ماليزي، كان المحامي الذي مثل شركة Semantan Estate في البداية هو Yong Pung How، الذي أصبح فيما بعد رئيس قضاة سنغافورة، من شركة Shook Lin & Bok، وقضت المحكمة العليا بأن محصل الإيرادات العقارية لم يمتثل بشكل صحيح لقانون الاستحواذ على الأراضي، وذلك لأنه من بين أمور أخرى فشل في إجراء تحقيق في الاستحواذ ومبلغ التعويض، وأمرت المحكمة المحافظ بتصحيح هذه الإغفالات قبل مواصلة الجلسة، ويقال إن الحكومة تجاهلت هذا الأمر، وتقدمت شركة سيمانتان العقارية بطلب للحصول على أمر قضائي من المحكمة لإجبار الحكومة على الامتثال، ولكن على الرغم من الاستئناف إلى المحكمة العليا، فإن جهودها لم تنجح.
في أوائل الثمانينيات، استأنفت مؤسسة سيمانتان الإجراءات القانونية وتقدمت مرة أخرى بطلب للحصول على أمر قضائي، وهذه المرة تعاقدت مع شركة المحاماة Chooi & Co، التي كان شريكها الإداري Chooi Mun Sou، مساعدًا قانونيًا لـ Yong Pung How عندما بدأت القضية لأول مرة في عام 1960، في هذه المرحلة، نجحت الحكومة في إثبات أن فترة السنوات الثلاث التي كانت خلالها شركة سيمانتان العقارية مؤهلة لرفع دعوى قضائية قد انقضت، وفي عام 1989 رفعت شركة تشوي آند كو دعوى قضائية جديدة ضد الحكومة بتهمة التعدي على ممتلكات الغير، على أساس أن الحكومة لم تستول على الأرض بشكل قانوني، رفضت المحكمة العليا الدعوى في البداية، ولكن عند الاستئناف سمحت المحكمة العليا باستمرار القضية، وفي عام 2010، قضت المحكمة العليا بأن الحكومة لم تستول على الأرض بشكل قانوني، وبالتالي فإنها تعدت على جيب دوتا، حكمت المحكمة على الحكومة بدفع أرباح متوسطة لشركة سيمانتان العقارية، وقد استأنفت الحكومة هذا الحكم، ولكنها خسرت أمام محكمة الاستئناف في مايو 2012، ثم أمام المحكمة الفيدرالية العليا في نوفمبر 2012.
اعتبارًا من عام 2013، خضعت شركة Semantan Estate للتصفية الطوعية وكانت في طور إعادة أصولها إلى مالكيها Eng Lian Group وNg Chin Siu & Sons Rubber Estates Sdn Bhd، كلتا الشركتين عبارة عن أدوات لعائلات بارزة تملك الأراضي في ماليزيا، وكلاهما يحمل اسم عائلة نج ولكن لا علاقة لهما ببعضهما البعض. إن التخلص من جيب دوتا يمنع استكمال عملية التصفية، لأنه حتى يتم التأكد من وضع الأرض والتعويض، لا يمكن إعادة أي أصول تتعلق بالجيب إلى أصحاب العقار، واعتبارًا من عام 2013، كانت شركة إرنست آند يونغ تدير تصفية التركة، وتحاول مع شركة تشوي آند كو التفاوض على تسوية مع الحكومة، في هذا الوقت قدّر أحد خبراء تقييم العقارات الذين استأجرتهم شركة سيمانتان العقارية قيمة منطقة دوتا بحوالي 1.6 مليار رينجيت ماليزي.
في أغسطس 2024، أمرت المحكمة العليا الحكومة بإعادة حيازة منطقة دوتا إلى منطقة سيمانتان في غضون ثلاثة أشهر، ودفع تكاليف قانونية قدرها 50 ألف رينجيت ماليزي.، وأثناء الإجراءات قال محامي شركة سيمانتان العقارية للمحكمة إن محاولات متكررة للتفاوض على تسوية مع الحكومة جرت بين عامي 2013 و2016، لكنها لم تنجح، وكانت الحكومة قد تقدمت بطلب مراجعة القرار السابق للمحكمة العليا، لكن المحكمة الفيدرالية رفضت هذا الطلب في نوفمبر 2018، وترك قرار المحكمة العليا الصادر في أغسطس 2024 مسألة الأرباح المتوسطة مفتوحة، مع مراعاة المزيد من الإجراءات.
قبل صدور حكم المحكمة العليا في أغسطس، طلبت الحكومة الفيدرالية تأجيل القضية لمدة ثلاثة أشهر للسماح للأطراف بالتوصل إلى تسوية.، لكن قاضي المحكمة العليا أشار إلى أن القضية كانت قد تأجلت في مايو الماضي لنفس السبب، وأن الطرفين حاولا التفاوض على تسوية بين عامي 2013 و2016 دون جدوى.، وبعد رفض طلب التأجيل الإضافي، عقدت المحكمة جلسة استماع للمرافعات الشفوية، مما أدى إلى إصدار أمر بإعادة الأرض إلى عقار سيمانتان، وفي جلسة الاستماع، أبلغت شركة سيمانتان العقارية المحكمة أن تقديرها للأرباح المتوسطة المستحقة على الأرض منذ الاستيلاء عليها بشكل غير قانوني كان يتراوح بين 3.1 مليار رنجيت ماليزي إلى 6.646 مليار رنجيت ماليزي مع الفائدة البسيطة، أو 13.242 مليار رنجيت ماليزي مع الفائدة المركبة، وقال ممثل حكومي من إدارة التقييم والخدمات العقارية التابعة لوزارة المالية للمحكمة إن المبلغ المستحق يجب أن يكون 290 مليون رينجيت ماليزي فقط.

## السياسة
يقع تامان دوتا في الغالب ضمن دائرة سيجامبوت في البرلمان الماليزي.